# Esther Cañadas
Esther Cañadas (Albacete, 1º marzo 1977) è una supermodella e attrice spagnola.

## Carriera
Originariamente, Esther Cañadas voleva intraprendere la carriera di detective privato, ma convinta dalla madre decise di provare la carriera di modella.
Ancora adolescente inizia a lavorare come modella e si trasferisce prima a Barcellona, e successivamente a Milano e a New York.
Cañadas ha sfilato per i più importanti marchi tra cui Chloè, Gucci, Dolce & Gabbana, Versace, Chanel, Michael Kors, Calvin Klein, Alexander McQueen, Yves Saint Laurent, Valentino, Moschino e Givenchy.
Inoltre è stata testimonial per Atelier Versace, Gianfranco Ferré, Donna Karan, e Saks Fifth Avenue, DKNY, per cui forse è più ricordata.
Fra le copertine di riviste sulle quali la modella è apparsa si possono citare Vogue, Harper's Bazaar,  Marie Claire. Ha lavorato con i più importanti fotografi della fashion industry, tra cui: Steven Meisel, Helmut Newton, Peter Lindbergh, Richard Avedon, Ellen Von Unwerth.
Nel 1999 debutta come attrice con il ruolo di Anna Tyrol Knutzhorn nel film d'azione Gioco a due, al fianco di Pierce Brosnan e Rene Russo.

## Vita privata
Esther Cañadas ha incontrato il suo primo marito, il modello olandese Mark Vanderloo, sul set di una campagna di Donna Karan nel 1997. Si sono sposati nel 1999, ma hanno poi subito divorziato nel novembre del 2000. Successivamente sposa l'ex pilota motociclistico Sete Gibernau, ma si separano poco dopo. 
Nel dicembre del 2014, nasce Galia la prima figlia di Esther Cañadas.

## Agenzie
- d'management group - Milan